# Pankratiuskirche (Horsmar)

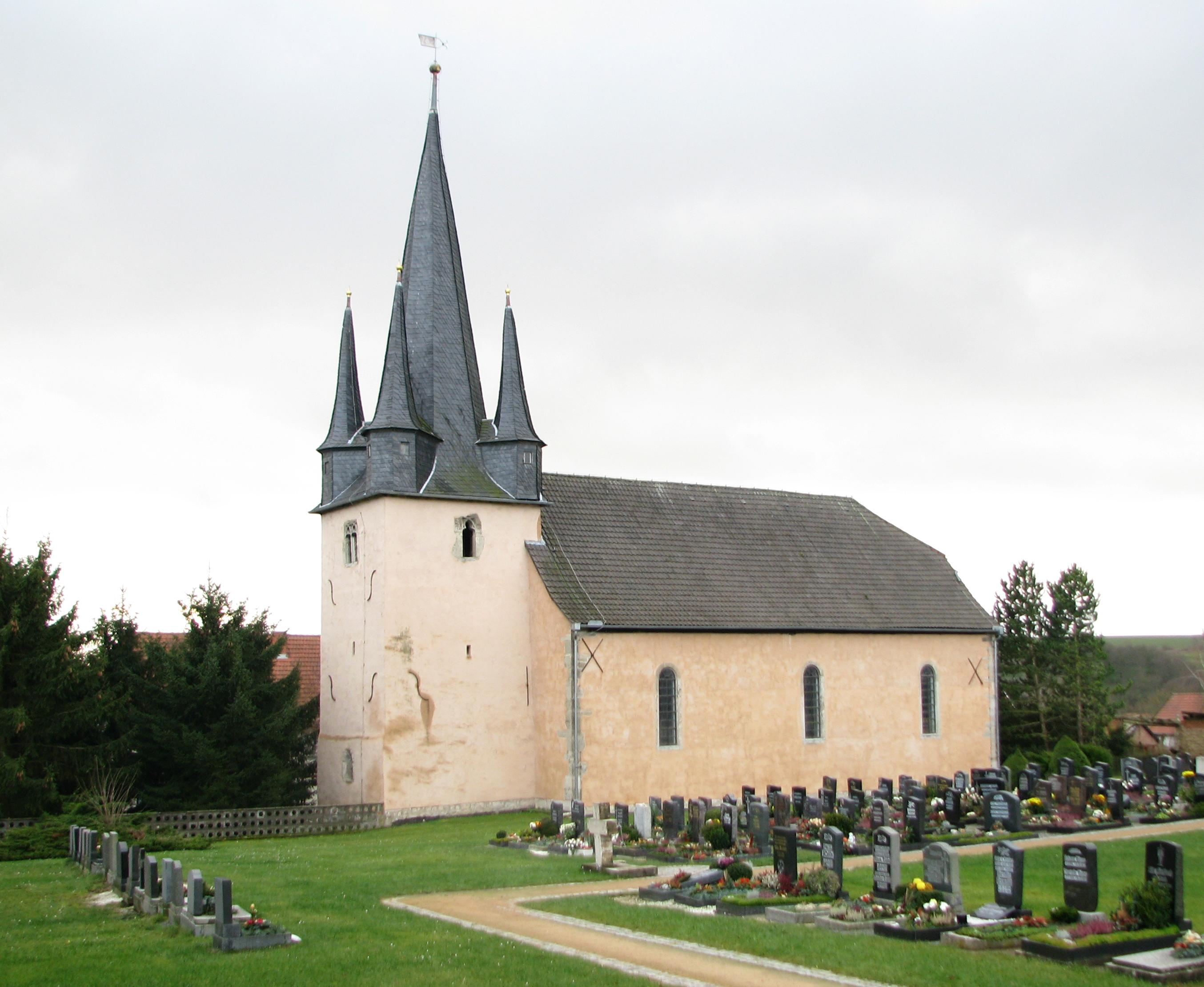
Horsmar, Pankratiuskirche

Die evangelisch-lutherische Pankratiuskirche steht in erhöhter Lage von Horsmar, einem Ortsteil der Gemeinde Unstruttal im Unstrut-Hainich-Kreis von Thüringen. Die Kirchengemeinde Horsmar gehört zum Pfarrbereich Horsmar im Kirchenkreis Mühlhausen der Evangelischen Kirche in Mitteldeutschland.

## Beschreibung
Die barocke Saalkirche hat im Osten einen eingezogenen Chorturm, der vom Vorgängerbau erhalten geblieben ist. Er wurde spätestens am Anfang des 16. Jahrhunderts errichtet. Die spätgotischen, gekuppelten Maßwerkfenster im Glockengeschoss lassen auch ein früheres Baudatum zu. Der Turm hat drei Geschosse, wie an den Mauerankern zu sehen ist. Ein Brand zerstörte 1640 die Kirche. Bis 1721 wurde das Kirchenschiff neu gebaut und mit einem Satteldach bedeckt, das einen Krüppelwalm hat. Später bekam der Turm ein achtseitiges, hohes, schiefergedecktes Zeltdach, das an den Ecken von vier kleinen spitzen Zeltdächern flankiert wird. Der Saal wurde 1754 mit einem hölzernen Tonnengewölbe überspannt, das Ende des 19. Jahrhunderts und 1958 übermalt wurde. Die untere der zweigeschossigen Emporen ist aus der Bauzeit. Ihre Brüstungen sind mit neutestamentarischen Szenen bemalt. Die obere Empore wurde erst 1852 eingebaut.
Im ehemaligen kreuzgratgewölbten Chor im Erdgeschoss des Turms befindet sich ein spätgotisches, mit Fialen geschmücktes Sakramentshaus. Der klassizistische Altar hat vier mächtige, korinthische Säulen. Auf seinem Gebälk stehen Vasen. Die Kanzel ist mit 1821 datiert. Ihr Schnitzwerk und die Figuren der Evangelisten stammen aus dem 18. Jahrhundert. Die Kirchenbänke stammen noch aus der Bauzeit. Zur Kirchenausstattung gehört auch ein  Kruzifix aus dem 15. Jahrhundert.
Eine erste Orgel wurde 1694 von Johann Friedrich Wender gebaut. Sie wurde bereits 1721 von einem unbekannten Orgelbauer erneuert. 1817 hat Johann Friedrich Schulze die heutige Orgel mit 16 Registern, verteilt auf zwei Manuale und Pedal, im alten Prospekt eingebaut. Sie wurde um 1960 von Rudolf Böhm und 1995 von Alexander Schuke repariert.
Die beiden Glocken im Turm wurden 1705 von Andreas Kästler in Mühlhausen und 1971 von Peter Schilling in Apolda gegossen.